# Svovlbrinte
Svovlbrinte eller brintsulfid (Kemisk Ordbog: sulfan eller dihydrogensulfid) er en uorganisk forbindelse med formlen H2S. Svovlbrinte er en særdeles giftig gas, hvis lugt ofte beskrives som ”rådne æg”.  Gassen er lumsk, da den lammer lugtesansen.  Svovlbrinte stinker, men dræber uden lugt. 
Svovlbrinte er brændbar, farveløs og en smule opløselig i vand, men noget bedre opløselig i alkohol. Det er en svag syre, hvis salte er sulfider og hydrogensulfider.

## Forekomst
I naturen findes svovlbrinte som en meget variabel bestanddel (fra minimale spor til 80 volumen-%) af naturgas og råolie. Desuden findes stoffet som vulkansk gas og i vandet fra visse kilder. Det opstår også ved forrådnelsesprocesser og nedbrydning af organisk stof (f.eks. ådsler, blade, tang, bundslam i eutrofierede søer og havområder og i jorddepoter) eller ved fordøjelsesprocesser i tarmen.

## Egenskaber

### Fysiske egenskaber
- Kritisk temperatur: 100 °C
- Kritisk tryk: 90,1 bar

Termodynamik
ΔfH0g : −20,5 kJ/mol
S0g, 1 bar: 205,77 J/(mol·K)
I 1 liter vand opløses der op til 2,582 liter svovlbrinte ved rumtemperatur.
Svovlbrinte er en smule tungere end atmosfærisk luft.

### Kemiske egenskaber
Med en pKs-værdi på 7,05 er svovlbrintesyre – ganske som hydrogensulfit – en ret svag syre. En vandig opløsning danner uopløselige sulfider med mange tungmetalsalte, hvad man benytter sig af ved adskillelse af kationer. Tilsvarende kan man påvise stoffet med blyacetatpapir, da det danner sorte blysulfidioner (PbS) med bly(II)-ioner. Ligeledes reagerer det med jern(II)-ioner og danner sort jernsulfid (FeS), som er årsagen til sort- eller ligefrem blåfarvning af jord i komprimeret depot. 
Den ovennævnte reaktion kan også vendes, for under naturlige forhold (pH 5–10) kan man binde svovlbrinte som jernsulfid i en vandig opløsning med jern(II)klorid. 
{\displaystyle \mathrm {H_{2}S+FeCl_{2}\longrightarrow FeS+2\ HCl} }
Dette er normal praksis i forbindelse med biogas, forrådnelsesgas og i kloaknettet. Man benytter sig af jerns store tilbøjelighed til at forbinde sig med svovl for at rense biogas og forrådnelsesgasser. Ellers ville den videre anvendelse i gasdrevne motorer skabe betydelige forureningsproblemer på grund af den svovldioxid, der bliver dannet ved forbrænding af svovlbrinte. 
Svovlbrinte brænder ved luftadgang med en blå flamme til SO2 og vand, sådan at der blandt andet dannes svovlsyrling (H2SO3).
I fugtige omgivelser omsættes en blanding af svovlbrinte og svovldioxid til svovl og vand. Med klorgas dannes der svovl og saltsyre. Svovlbrintegas er desuden et kraftigt reduktionsmiddel.

## Svovlbrintelugt
Ved et indhold af svovlbrinte i luften på 0,01-0,2 ppm kan lugtesansen begynde at afsløre svovlbrinte, ved et indhold på 1 ppm opleves en svag, men umiskendelig lugt, og ved 3-5 ppm mærkes en tydelig lugt af svovlbrinte. Ved 20-30 ppm mærker man en stærkt ubehagelig lugt, og ved 30-150 ppm kan lugten opleves som sødlig. Endelig sker der en lammelse af lugtesansen, når indholdet i luften overstiger 150-300 ppm. Derfor er det ikke muligt at afgøre ved hjælp af lugtesansen om en lokalitet er farlig på grund af en forekomst af svovlbrinte.

## Fysiologiske virkninger
Grænseværdien for svovlbrinte ligger på 10 ppm. Ved 10-50 ppm opstår der en let øjenirritation, og ved 50-100 ppm alvorligere øjen- og åndedrætsbesvær efter 1 times ophold i den forurenede luft. Ved 100-200 ppm opstår der hoste og øjenbesvær, som efter 10-20 minutter ledsages af svimmelhed, og ved udsættelse for gassen i flere timer kan døden indtræffe. Ved 500-1.000 ppm opstår hurtigt bevidstløshed, lungeødem og død. Svovlbrinte irriterer væv, først og fremmest øjne og lunger. Giftvirkningen er som cyanids, idet cellerne forhindres i at optage ilt, så de dør, ligesom hvis der var iltmangel. 
Svovlbrinte er desuden en brandfarlig gas, som i blanding med luft er eksplosionsfarlig ved koncentrationer mellem 4 og 46 volumen-%.
Ganske små mængder har muligvis en gavnlig virkning 